# Parafia św. Maksymiliana Kolbe w Mississauga
Parafia św. Maksymiliana Kolbe w Mississauga (ang. St. Maximilian Kolbe Parish) – parafia rzymskokatolicka położona, na zachód od Toronto, w Mississauga, w prowincji Ontario, Kanada.
Jest ona parafią wieloetniczną w archidiecezji Toronto, z mszą w języku polskim dla polskich imigrantów.
Ustanowiona w 1979 roku. Parafia została dedykowana św. Maksymilianowi Kolbe.

## Historia
15 października 1979 roku została powołana parafia św. Maksymiliana Kolbe.
2 grudnia 1979 roku, w pierwszą niedzielę Adwentu, w sali szkoły Holy Name of Mary High School, wśród których obecni byli przedstawiciele organizacji polonijnych oraz zarządu miejskiego, ks. Stanisław Bąk, w asyście wielu księży polskich, odprawił inauguracyjną mszę, podczas której arcybiskup Philip Pocock uroczyście zatwierdził ks. Bąka, OMI na proboszcza tejże parafii.
27 września 1981 roku, na skrzyżowaniu Cawthra i Meadows Boulevard, odbyło się poświęcenie ziemi pod budowę kościoła. Na uroczystości obecny był wysłannik i delegat Episkopatu Polskiego, biskup sufragan z Opola, Jego Ekscelencja Jan Wieczorek, który rozsypał ziemię, pobraną spod Ściany Straceń, bloku II Obozu Auschwitz-Birkenau.
22 maja 1983 roku nastąpiło poświęcenie kamienia węgielnego.

## Grupy parafialne
- Adoracja Wieczysta
- Franciszkanie świeccy
- Grupa modlitewna o. Pio
- Krucjata wyzwolenia człowieka
- Rodzina Różańca Świętego
- Ruch Rodzin Nazaretańskich
- Ruch Światło-Życie
- Rycerze Kolumba
- Rycerze Niepokalanej
- Al-Anon.

## Nabożeństwa w j. polskim
- Pierwszy piątek miesiąca – 8:00; 10:00; 19:00
- Sobota – 19:00
- Niedziela – 8:30; 11:00; 13:00; 14:30; 19:00